# N Seoul Tower
La N Seoul Tower (en coréen : 엔 서울타워), officiellement la YTN Seoul Tower mais aussi appelée Tour Namsan ou la Tour de Séoul est une tour de télécommunications et d'observation située sur le Namsan à Séoul, capitale de la Corée du Sud.
Construite en 1975 et ouverte au public en 1980, la tour mesure 236,7 m, et 479,7 m depuis le niveau de la mer. Elle est située au sommet d'une colline qui surplombe toute la ville. On y accède à pied ou en téléphérique.
D'abord appelée Seoul Tower, elle prend le nom N Seoul Tower à la demande du constructeur CJ Corporation. Au sommet un restaurant panoramique, à ses pieds se trouve le musée du nounours, Teddy bear museum, qui retrace l'histoire de la Corée en différents tableaux avec des ours en peluches à la place des figurines.